# 1891
| 1891                                                 |
| ---------------------------------------------------- |
| Dødsfald - Fødsler                                   |
| • Begivenheder • Film • Litteratur • Politik • Sport |

| Gregoriansk kalender | 1891 MDCCCXCI           |
| Ab urbe condita      | 2644                    |
| Armensk kalender     | 1340 ԹՎ ՌՅԽ             |
| Kinesiske kalender   | 4587 – 4588 庚寅 – 辛卯 |
| Etiopisk kalender    | 1883 – 1884             |
| Jødisk kalender      | 5651 – 5652             |
| Hindukalendere       |                         |
| - Vikram Samvat      | 1946 – 1947             |
| - Shaka Samvat       | 1813 – 1814             |
| - Kali Yuga          | 4992 – 4993             |
| Iransk kalender      | 1269 – 1270             |
| Islamisk kalender    | 1309 – 1310             |

Konge i Danmark: Christian 9. 1863-1906
Se også 1891 (tal)

## Begivenheder

### Udateret
- Odense får elektricitet

- Vejle Boldklub oprettes

### April
- 9. april - den første danske alderdomsforsorg ("Fattigdomsloven") gennemføres. Den sikrede alle over 60 år en "skønsmæssig alderdomsunderstøttelse". Man skulle dog opfylde en række værdighedsbetingelser for at kunne modtage understøttelsen. Allerede dengang var princippet, at understøttelsen skulle være stor nok til, at man kunne klare sig uden anden indtægt - modsat de fleste andre lande
- 15. april - den amerikanske opfinder Thomas Alva Edison præsenterer sit kinetoskop, en "kukkasse-fremviser" af levende billeder

### Maj
- 28. maj - tørvearbejder Jens Sørensen finder ved Gundestrup i Himmerland et ca. 2000 år gammelt keltisk sølvkar - Gundestrupkarret

### Juni
- 14. juni -  broen over Birse, ved Münchenstein styrter sammen, da et tog kører over. 73 dør og 170 bliver såret og det er den største jernbanekatastrofe i Schweiz

### December
- 15. december - James Naismith introducerer den første version af basketball, med 13 regler, en ferskenkurv sømmet fast i hver ende af sin skoles gymnastikhal og to hold med 9 spillere på hver

## Født
- 21. januar – Knuth Becker, dansk forfatter, (død 1974).
- 2. april – Max Ernst, tysk maler, grafiker og skulpturmager (død 1976).
- 7. april – Ole Kirk Christiansen, dansk virksomhedsgrundlægger (død 1958).
- 16. september – Karl Dönitz, tysk nazistisk storadmiral (død 1980).
- 27. september – Søren Olesen, dansk politiker, højskoleforstander og miniter (død 1973).
- 1. oktober – Svend Methling, dansk skuespiller. (Død 1977).
- 2. oktober - Werner Lorenz, SS-Obergruppenführer, General i Waffen-SS (død 1974).
- 12. oktober - Edith Stein, tysk-jødisk filosof. (Død 1942).
- 25. november – Johannes XXIII, pave fra 1958 til sin død i 1963.
- 28. november – Ejnar Howalt, dansk forfatter (død 1953).
- 26. december – Henry Miller, amerikansk forfatter. (Død 1980).

## Dødsfald
- 27. april – Joachim Oppenheim, rabbiner og forfatter. 58 år.
- 27. september – Ivan Gontjarov, russisk forfatter (Oblomov). 79 år.
- 28. september – Herman Melville, amerikansk forfatter (Moby Dick). 72 år.
- 28. november – Christen Berg, venstrepolitiker og stifter af "De Bergske Blade", dør 61 år gammel.

## Kunst
- 26. marts - Den Frie Udstilling åbner for første gang i København.